# كويابة

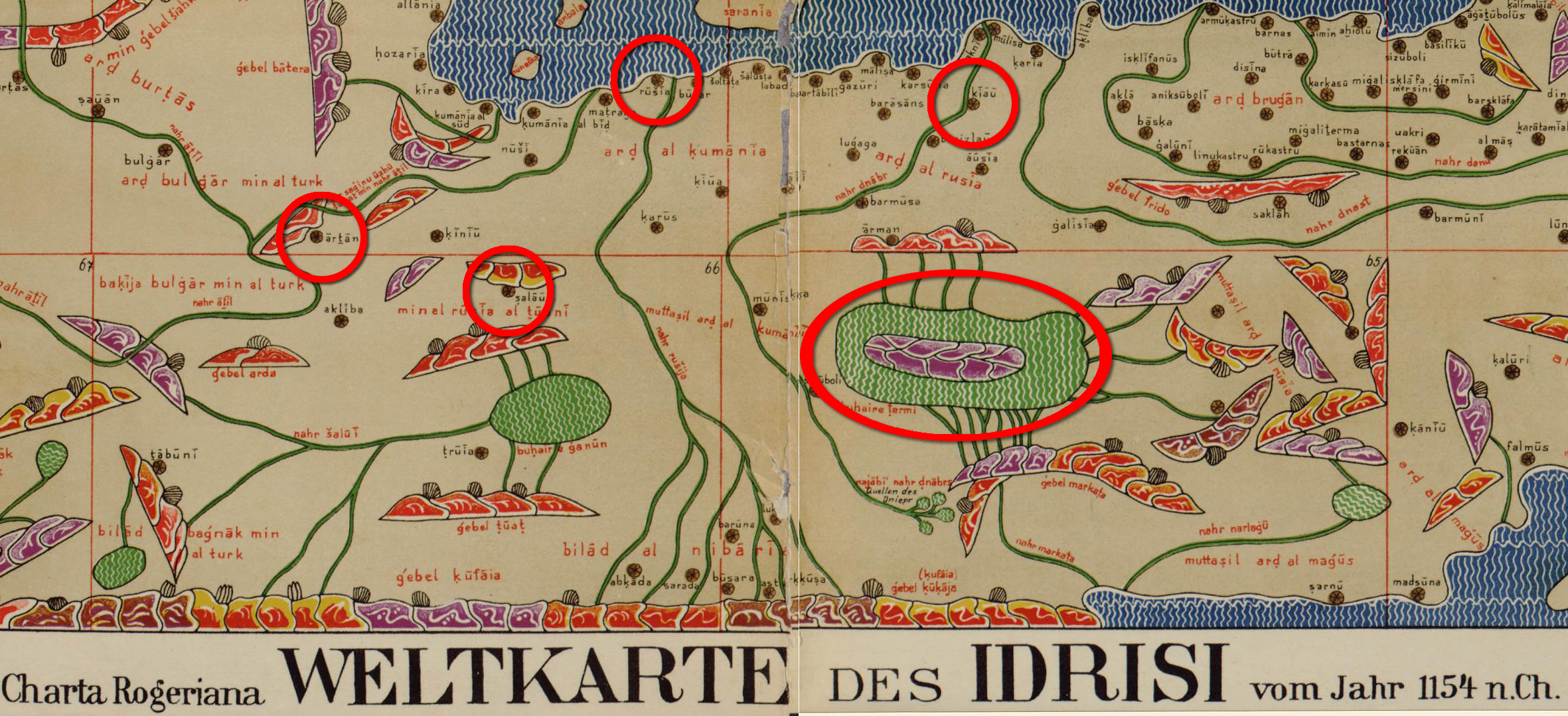
مراكز روسيا على الإدريسي.

كويابة هي أحد المراكز الثلاثة للروس أو الصقالبة (أوائل السلاف الشرقيين) الموصوفين في كتاب مفقود لأبي زيد البلخي (يرجع تاريخه إلى حوالي 920) وذكر في أعمال بعض أتباعه (ابن حوقل والإصطخري). المركزان الآخران هما صلاوية وارثانية.